# Vysokorychlostní železnice v Česku

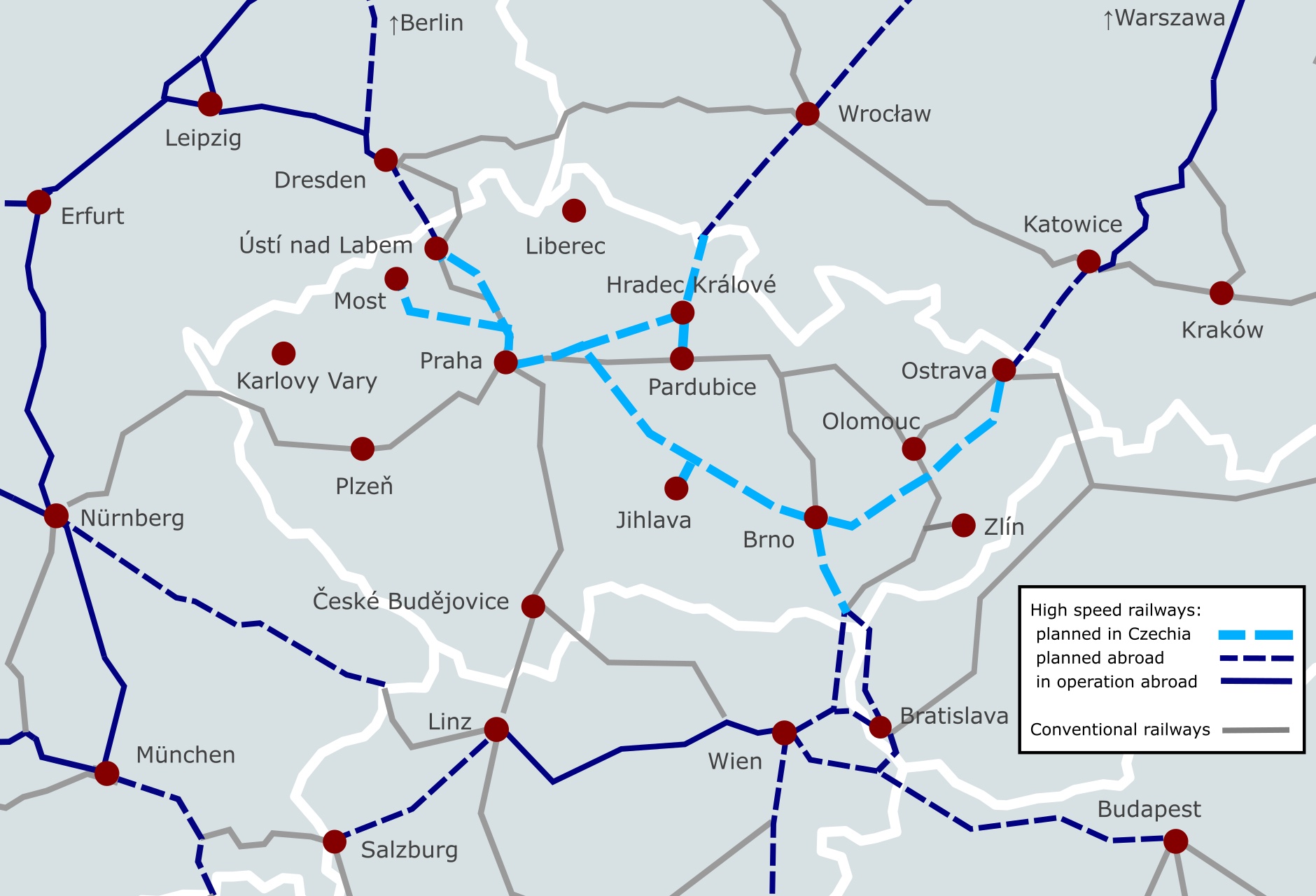
Mapa plánovaných a funkčních železničních rychlotratí v Česku a sousedních státech.

Vysokorychlostní železnice v Česku, také Rychlá spojení (RS) je název plánovaných železničních tratí v Česku stavěných pro rychlosti 200–320 km/h. Ty by měly přispět ke kratší cestovní době mezi vybranými sídly v rámci České republiky i sousedními zeměmi a zároveň částečně uvolnit kapacitu na některých konvenčních, zejména koridorových, tratích (s rychlostí do 160 km/h) pro příměstskou a nákladní dopravu.
Výstavba měla probíhat zhruba mezi lety 2025 a 2050 s prvními dokončenými úseky do roku 2030 a klíčovým spojením Prahy s Brnem po vysokorychlostní trati do roku 2034. V průběhu roku 2024 však stále nebylo zřejmé, kdy výstavba skutečně začne a kdy budou otevřené první úseky. K výstavbě bude docházet po etapách, což umožní využít kratší cestovní dobu ještě před dokončením celé sítě.[zdroj?]
Celkové náklady se v roce 2023 odhadovaly na jeden bilion korun. Na financování by se měl podílet stát a Evropská unie, včetně půjček od Evropské investiční banky.

## Historie vysokorychlostní železnice v Česku

### Rychlá železnice v Československu
Železniční doprava po dokončení základní sítě v 19. století dosáhla rozmachu v meziválečném Československu ve 30. letech 20. století, kdy kromě vzniku řady novostaveb byly modernizovány stovky kilometrů tratí. V červenci 1936 byl mezi Prahou a Bratislavou zaveden expresní spoj Slovenská strela, vedený inovativními motorovými vozy M 290.0, dosahujícími maximální rychlosti 130 km/h. Nejkratší jízdní doba Slovenské strely 4 hodiny 18 minut mezi oběma městy zůstala nepřekonána po mnoho desítek let.
Vznik Protektorátu Čechy a Morava a druhá světová válka rozvoj železnice výrazně zbrzdily. V poválečném období byla v Československu prioritizována nákladní železniční doprava, nevyžadující zvyšování rychlosti tratí, a zároveň rostl význam silniční dopravy, těžící z rozvoje silniční sítě a otevírání prvních úseků dálnic.

### První plány vysokorychlostní železnice
První myšlenky na vybudování vysokorychlostní železnice na území tehdejšího Československa se poprvé objevily již v 70. letech 20. století v souvislosti s nedostatečnou kapacitou páteřních tratí, rozsáhlé politické změny na konci 80. let a pokles výkonů nákladní železniční dopravy však rozvoj zbrzdily a znovu se objevily v polovině 90. let. Již v první polovině 70. let přitom podnik Škoda Plzeň produkoval výkonné lokomotivy pod označením 55E (dle UIC řada 350), schopné vyvinout rychlost 200 km/h (kvůli nezájmu snížena na 160 km/h).
V roce 1995 vznikla první ucelená studie s názvem Územně technické podklady – Koridory VRT v ČR, řešící podobu budoucích tratí vycházející z německého modelu a potřeby propojit sídla v ČR mezi sebou i se zahraničním. Ta byla v roce 2003 aktualizována a korigována v podobě Koordinační studie vysokorychlostních tratí.

### Éra koridorů
Během 90. let bylo ovšem rozhodnuto soustředit se na modernizaci železničních koridorů a zvýšení rychlosti ze 100 km/h na 160 km/h, místo výstavby nových rychlotratí. Propagaci rychlotratí se tak věnovali spíše fanoušci železnice nebo organizace jako Centrum pro efektivní dopravu. Ke změně postoje vlády došlo až za premiéra Bohuslava Sobotky, v květnu roku 2017 dostal plán výstavby vysokorychlostních tratí v Česku poprvé jasné obrysy, byl schválen dokument Program rozvoje rychlých železničních spojení v České republice. Andrej Babiš v rámci předvolební kampaně v roce 2017 zařadil vznik rychlotratí do své publikace O čem sním, když náhodou spím a za jeho následujících dvou vlád byl program dále prakticky rozpracován a uskutečňován.

## Přínosy a zápory

### Přínosy
- Zvýšení mobility: Podle Ministerstva dopravy je základním cílem „zlepšit dostupnost hlavních center osídlení ČR, a to i ve vazbě na zahraničí formou zvýšení rozsahu území obsluhovaného rychlou veřejnou dopravou, … zkrátit cestovní doby v klíčových přepravních relacích, … a podpořit tak vzájemnou dostupnost těchto center osídlení a jejich dostupnost z klíčových zahraničních oblastí pro intenzifikaci rozvoje obchodních i turistických příležitostí se všemi pozitivními makroekonomickými dopady“.[14] Díky zkrácení přepravních dob by mělo dojít ke zvýšení mobility obyvatel při dojíždění za prací, rozvoji školství, vědy a průmyslu.[14] Přestože jsou vysokorychlostní tratě efektivnější na delší vzdálenosti, moderní vysokorychlostní vlaky jsou schopné svou maximální rychlost na vzdálenost okolo 100 km využít ve více než třech čtvrtinách jízdy.[15] Vysokorychlostních tratí navíc mohou v části trasy ke zkrácení jízdních dob mezi velkými městy a regiony využívat i vlaky nižší kategorie, například rychlíky.[16]

- Nízkoemisní doprava: Rozvoj vysokorychlostní železnice by měl vést ke snížení závislosti na fosilních palivech v souladu se závěry Pařížské dohody.[14]
- Uvolnění kapacity konvenčních tratí: Novostavby vysokorychlostních tratí zároveň přispějí k uvolnění kapacity přetížených konvenčních tratí pro navýšení počtu vlaků nákladní a osobní regionální dopravy. Zejména v úseku Praha-Kolín, kterým denně projede 425 vlaků,[17] je kapacita trati prakticky vyčerpaná.
- Stabilita jízdního řádu: Vzhledem k plánované údržbě vysokorychlostních tratí přednostně v nočních hodinách by nemělo docházet k zásadnímu vlivu na dodržování jízdního řádu v porovnání s konvenčními tratěmi.[18] V souvislosti s výlukami na prvním železničním koridoru na počátku 20. let například opakovaně docházelo u Velimi a Brandýsa nad Orlicí k mimořádným událostem a mnohahodinovým zpožděním.[19][20] V případě mimořádností budou alespoň pro část vlaků existovat nové odklonové trasy místo běžného zastavení provozu a zavedení náhradní autobusové dopravy.

### Zápory
- Vysoké náklady na stavbu: Zásadním negativem výstavby vysokorychlostní železnice jsou rozsáhlé pořizovací náklady, které byly k roku 2016 odhadnuty minimálně na celkových 500 miliard korun za necelých 600 kilometrů, z toho finančně nejnáročnější by měl být úsek z Prahy do Brna, který by měl stát více než 120 miliard korun.[21] Tato částka se vzhledem k dlouhému horizontu realizace bude navíc pravděpodobně dále významně zvyšovat. Zatímco v roce 2020 se předpokládaly náklady minimálně zhruba 600 miliard korun, v roce 2023 to bylo již 800 miliard korun. Dle Asociace pro rozvoj infrastruktury dokonce částka až 1,2 bilionu korun,[17] zahrnující náklady na modernizaci vybraných železničních uzlů.[22] Zároveň hrozí další významné prodražení staveb, se kterým se potýkala řada obdobných projektů v Evropě, například u nově budované vysokorychlostní trati v Kantaberském pohoří ve Španělsku došlo k nárůstu ceny z původních 1,7 na 3,7 miliardy eur.[23] Dodatečné náklady si zřejmě navíc vyžádají úpravy trasy po jednání se samosprávami a dalšími dotčenými subjekty.[24] Dle tehdejšího ředitele Správy železnic (SŽ) Jiřího Svobody však kalkulace nákladů zahrnují zhruba třetinovou finanční rezervu.[25] Cena výstavby vysokorychlostní trati se zároveň výrazně neliší od novostavby konvenční trati nebo dálnice, v závislosti na terénu by se v českých podmínkách jednalo o navýšení o zhruba 20 %.[26]
- Náklady na modernizaci vozového parku: Rozsáhlé investice by byly nutné také na pořízení odpovídajících vlakových souprav. Dle plánů SŽ nebude na vysokorychlostních tratích umožněn provoz souprav s maximální rychlostí nižší než 200 km/h.
- Vliv na životní prostředí: Stavba by si zároveň vyžádala rozsáhlé zábory pozemků včetně zemědělské půdy a může mít negativní vliv na životní prostředí. Podle Zemědělského svazu ČR by se jednalo o zhruba 3300 hektarů úrodné orné půdy jen v Polabí.[27] Plány na výstavbu vyvolávají odpor i obyvatel v blízkosti budoucích vysokorychlostních tratí.[27] Obavy panovaly zejména z vytváření dalších umělých bariér v krajině, hluku a vibrací.[28]
- Provozní náklady: Rizikem je drahý provoz například v souvislosti s vysokými náklady na elektřinu, neboť vyšší cestovní rychlost zvyšuje spotřebu. Například v roce 2022 se přitom Správa železnic kvůli vysokým cenám potýkala s nezájmem dodavatelů o obří zakázku na dodávky elektřiny na českou železnici pro rok 2023.[29] S neefektivní spotřebou elektřiny nebo pohonných hmot se však dopravci potýkají i na konvenčních tratích s častými propady rychlosti a nedostatečnou kapacitou, které vedou k nadměrnému zpomalování a rozjíždění.[30]

## Plány vysokorychlostní železnice

### Definice Rychlého spojení
Podle strategického dokumentu Ministerstva dopravy Program rozvoje rychlých železničních spojení v ČR se jedná o „provozně-infrastrukturní systém rychlé železnice na území Česka zahrnující novostavby vysokorychlostních tratí (VRT), tratě vysokorychlostní modernizované i modernizované konvenční tratě vyšších parametrů včetně vozidlového parku a provozního konceptu“. Na rozdíl od vysokorychlostní železnice měl koncept Rychlých spojení kvůli maximalizaci přínosů komplexně řešit i navazující konvenční úseky, modernizované na rychlosti do 160 km/h.

### Parametry tratí
Všechny novostavby budou s výjimkou čtyřkolejného úseku VRT Polabí realizovány v dvojkolejném uspořádání s rychlostí až 320 km/h (stavebně by měly být připraveny na rychlost až 350 km/h), v případě modernizovaných úseků 200 km/h. Předpokládá se napájení výhradně střídavou trakční soustavou 25 kV, 50 Hz. Poloměry oblouků by měly dosáhnout minimálně 7 km, na úsecích s čistě osobní dopravou jsou navrženy sklony až 35 promile.

### Trasy

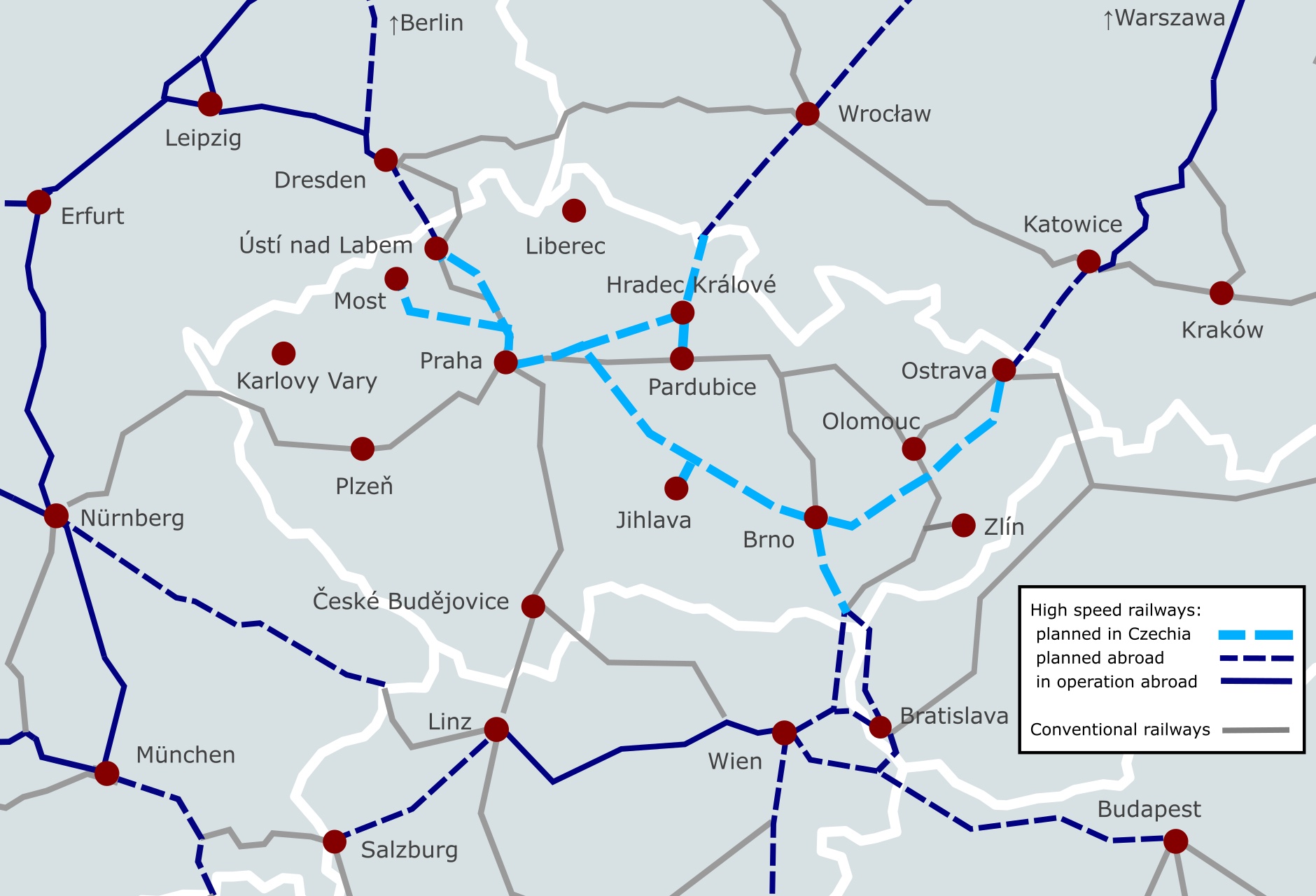
Mapa plánovaných rychlotratí

Vláda České republiky na svém zasedání v březnu 2017 schválila tyto trasy:
- RS1 Praha – Brno – Ostrava
- RS2 Brno – Břeclav – Vídeň/Bratislava
- RS3 Praha – Plzeň – Mnichov (aktuálně se připravuje pouze modernizace na rychlost do 200 km/h)
- RS4 Praha – Ústí nad Labem – Drážďany
- RS5 Praha – Hradec Králové – Vratislav

Výstavba vysokorychlostních tratí by měla být zahájena v roce 2026 s tím, že pro urychlení přípravných prací nebudou tvořeny vlastní české národní standardy, ale SŽDC (dnešní Správa železnic) za 11 milionů korun zakoupila licenci na normy pro francouzský systém TGV.
Prvními vysokorychlostními úseky v síti Správy železnic mají být úseky:
- Praha-Běchovice – Poříčany (VRT Polabí) – součást budoucí RS1
- Přerov – Ostrava (VRT Moravská brána) – součást budoucí RS1
- Brno – Vranovice (VRT Jižní Morava) – součást budoucí RS2

### Provoz
Ministerstvo dopravy počítá, že provoz na těchto tratích by měl být veden převážně v taktu 30 minut, v relaci Praha – Brno dokonce 15. Zároveň by měl být zachován současný rozsah provozu rychlíkových linek. Přeprava cestujících by měla být zajištěna na komerční riziko dopravce, spoje v méně vytížených časových relacích by měly být z části dotovány. Podle výpočtů z roku 2016 byla předpokládaná cena jízdného v relaci Praha – Brno maximálně 300 korun pro dospělého ve druhé třídě, v relaci Praha – Ostrava 450 korun.

#### Linkové vedení
Po roce 2050 SŽ ve spolupráci s Ministerstvem dopravy počítá s provozem čtyř kategorií vlaků na vysokorychlostních tratích – mělo by se jednat o regionální expresy (s rychlostí 200 km/h), rychlíky (230 km/h), expresy (320 km/h) a sprintery (320 km/h). Nejrychlejší vrstva „sprinter“ by měla být vyhrazena komerčním vlakům, které by měly zastavovat pouze v minimálním počtu stanic. Dle zveřejněného konceptu SŽ z roku 2022 by maximální rychlosti 320 km/h mohly využít linky:
- Sp1 (Berlín / Drážďany) – Ústí n. Labem centrum – Praha hl. n. – Brno-Vídeňská – Břeclav – (Vídeň)
- Sp2 Praha hl. n. – Brno-Vídeňská – Ostrava-Svinov – Ostrava hl. n. – Ostrava-Stodolní – Ostrava-Kunčice – Frýdek-Místek
- Ex1 Praha hl. n. – Praha východ VRT – Brno hl. n. – Ostrava-Svinov – Ostrava hl. n. – Bohumín – (Katovice / Varšava), variantní trasa z Bohumína přes stanice Karviná hl. n. – Český Těšín – Třinec centrum – Návsí – (Žilina / Košice)
- Ex2 Cheb – Mariánské Lázně – Planá u M. Lázní – Stříbro – Plzeň-Jižní Předměstí – Plzeň hl. n. – Praha-Smíchov – Praha hl. n. – Praha-Libeň – Praha východ VRT – Pardubice hl. n. – Ústí nad Orlicí – Olomouc hl. n. – Hranice na Moravě – Valašské Meziříčí – Vsetín – (Žilina)
- Ex3 (Berlín / Drážďany) – Ústí n. Labem centrum – Praha hl. n. – Praha východ VRT – Brno hl. n. – Břeclav – (Vídeň)
- Ex4 (Vídeň / Budapešť) – Břeclav – Brno hl. n. – Ostrava-Svinov – Ostrava hl. n. – Bohumín – (Katovice / Varšava), variantní trasa z Břeclavi přes Hodonín – Staré Město u Uh. Hradiště – Otrokovice – Přerov do Ostravy hl. n.
- Ex5 Cheb – Kynšperk n. O. – Sokolov – Chodov – Karlovy Vary hl. n. – Ostrov n. Ohří – Klášterec n. Ohří – (Kadaň) – Chomutov město – Jirkov zastávka – Most – Praha hl. n. – Praha východ VRT – Jihlava VRT – Brno hl. n. – Břeclav – (Bratislava / Budapešť)
- Ex10 Praha hl. n. – Praha-Libeň – Hradec Králové hl. n. – Jaroměř – Trutnov hl. n. – Svoboda n. Úpou, variantní trasa z Hradce Králové přes Českou Skalici do Náchoda
- Ex11 Kladno město – Kladno – Letiště V. Havla – Praha hl. n. – Praha-Libeň – Pardubice hl. n. – Olomouc hl. n. – Ostrava-Vítkovice – Ostrava-Kunčice – Havířov
- Ex16 Praha hl. n. – Praha-Libeň – Praha východ VRT – Hradec Králové hl. n. – (Vratislav)
- Ex22 Praha hl. n. – Praha-Zahradní město – Brno hl. n. – Vyškov na Moravě – Nezamyslice – Kojetín – Kroměříž – Otrokovice – Zlín střed
- Ex55 Litvínov – Teplice v Čechách – Ústí n. Labem centrum – Praha hl. n.

### Financování
Podle Ministerstva dopravy bude financování probíhat prostřednictvím Státního fondu dopravní infrastruktury (SFDI) s využitím evropských fondů (Evropská unie by se nejspíše mohla podílet z méně než 50 %), financování formou Public-private partnership (PPP) nebylo v roce 2020 plánováno. Z pohledu Správy železnic by partnerství se soukromým sektorem dávalo smysl zejména v případě financování výstavby a provozu terminálů. V roce 2023 již však generální ředitel Jiří Svoboda připouštěl výstavbu úseků mezi Brnem, Přerovem a Ostravou formou PPP. V září 2024 vláda odsouhlasila financování formou PPP celkem 205 kilometrů tratí na Moravě s předpokládanými náklady 179 miliard korun.
Vzhledem k enormním nákladům bude nutné k dokončení v plánovaných termínech vyčlenit na stavbu vysokorychlostních tratí ze státního rozpočtu dalších 30–40 miliard korun ročně, přičemž s množstvím současně rozestavěných úseků okolo roku 2028 se částka může ještě zvýšit. V roce 2022 Správa železnic disponovala rozpočtem na investice zhruba 37 miliard, což nestačilo ani na pokrytí financování naplánovaných projektů na konvenčních tratích, kvůli čemuž došlo k odsunutí realizace některých staveb. V přípravě je přitom řada důležitých staveb včetně Berounského tunelu z Prahy do Berouna, modernizace železničních uzlů Brno, Ostrava a Česká Třebová nebo konverze napájení.
Náklady na přípravu VRT se do roku 2022 pohybovaly ve stovkách milionů korun ročně, v roce 2023 by mělo být vynaloženo již 1,25 miliard korun. Celková částka na projektovou přípravu tratí byla vyčíslena na více než 4 miliardy korun.

## Současnost

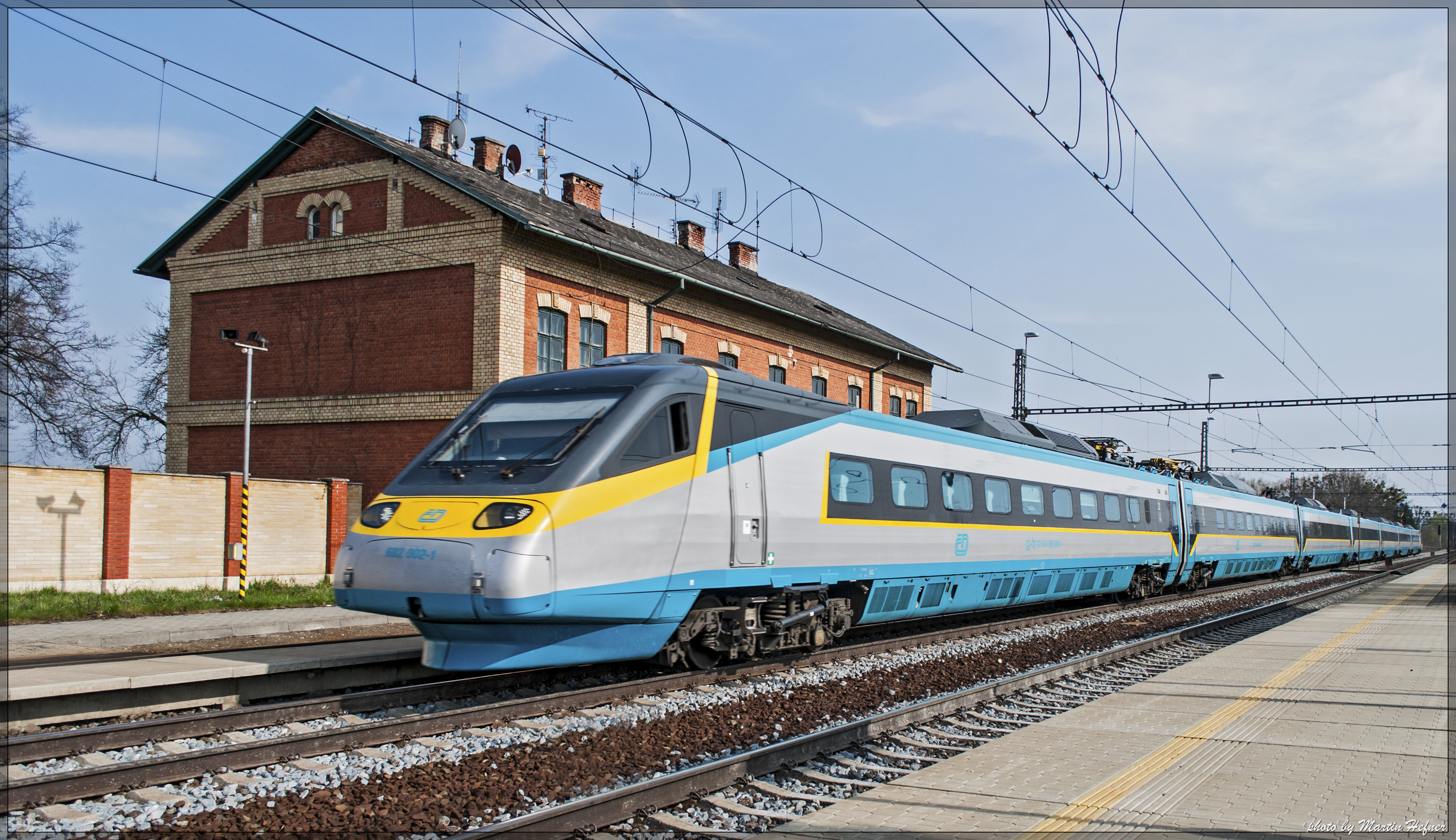
Elektrická jednotka 680 „Pendolino“, kterou provozují České dráhy je schopna dosáhnout rychlosti 230 km/h

### Infrastruktura
Dosud je maximální dovolená rychlost na tratích v České republice 160 km/h.  Tratí s maximální dovolenou rychlostí 160 km/h bylo v Česku k roku 2016 celkem 389 kilometrů. Dokončené jsou však již nyní úseky na čtvrtém železničním koridoru, konkrétně Sudoměřice u Tábora – Votice a Doubí u Tábora – Soběslav, které umožní rychlost až 200 km/h pro jednotky s naklápěcí skříní a až 185 km/h pro klasické soupravy, až na nich bude spuštěno zabezpečení ETCS. Ke zvýšení maximální rychlosti na 200 km/h by v budoucnu mělo dojít například i mezi Břeclaví a Šakvicemi nebo z Chocně do Pardubic.

### Vozový park
Zejména dopravce České dráhy již v současnosti provozuje vlaky schopné vyšších rychlostí než povoluje současná infrastruktura a se kterými by měl mít zajištěn přístup k vysokorychlostním tratím (všechny vlaky by zde měly disponovat rychlostí alespoň 200 km/h). Výrazným příkladem je Elektrická jednotka 680 přezdívaná Pendolino, tento vlak je schopný rychlosti 230 km/h a dopravce ho provozuje již od roku 2003 s homologací na 200 km/h. Stejné rychlosti může dosáhnout také lokomotiva Siemens ES64U4 se soupravou Railjet, která pro ČD jezdí od roku 2014. Další vysokorychlostní lokomotivou Českých drah je Lokomotiva 380 od společnosti Škoda, která může dosáhnout rychlosti 200 km/h stejně, jako deset pětivozových netrakčních jednotek InterJet nebo desítky jednotlivých rychlíkových vozů téhož dopravce. Pro rychlost 230 km/h jsou určené také lokomotivy Siemens Vectron a netrakční jednotky ComfortJet objednané Českými drahami. Pro rychlost 200 km/h budou určené vlaky pro nově vysoutěžené rychlíkové linky, které mají z části jezdit po vysokorychlostních tratích, kde je tato rychlost jako minimální požadavek. První z takových soutěží na rychlíky přes Vysočinu vyhrála v roce 2023 společnost RegioJet nabízející nové vlaky od polského výrobce PESA Bydgoszcz.

### Stav přípravy tratí
K červenci 2022 probíhá projektová příprava prvních úseků. Správa železnic na počátku roku 2020 vypsala tendr na zpracování dokumentace pro územní rozhodnutí pro první úsek Praha-Běchovice – Poříčany, v březnu však zakázku zrušila.
| úsek                                   | spojení  | číslo stavby  | délka (včetně sjezdů) [km]  | max. rychlost [km/h] | provoz           | zahájení stavby | ukončení stavby |
| -------------------------------------- | -------- | ------------- | --------------------------- | -------------------- | ---------------- | --------------- | --------------- |
| VRT Praha                              | RS1      | VRT-13        | 13 (20)                     | 270                  | osobní           | 2032            | 2036            |
| VRT Polabí                             | RS1, RS5 | VRT-01        | 27 (36)                     | 320                  | osobní           | 2030            | 2035            |
| VRT Střední Čechy                      | RS1      | VRT-02        | 61,7 (65,1)                 | 320                  | osobní           | 2030            | 2035            |
| VRT Vysočina II. fáze                  | RS1      | VRT-15        | 83 (111)                    | 320                  | osobní           | 2031            | 2036            |
| VRT Vysočina I. fáze                   | RS1      | VRT-04        | 33 (41)                     | 320                  | osobní           | 2031            | 2036            |
| VRT v uzlu Brno                        | RS1, RS2 |               |                             | 200                  | osobní           | 2025–2040       | 2027–2045       |
| VRT Haná                               | RS1      |               | 65 (79)                     | 320                  | osobní           | po 2040         | po 2045         |
| VRT Moravská brána (spojeny fáze I+II) | RS1      | VRT-06 VRT-07 | 74 (91)                     | 320                  | osobní           | 2028            | 2033            |
| VRT Jižní Morava                       | RS2      | VRT-05        | 34,3 (43,9)                 | 320                  | osobní           | 2028            | 2033            |
| VRT Podřipsko                          | RS4      | VRT-08        | 44,5 (52,6)                 | 320                  | osobní           | 2030            | 2035            |
| VRT Středohorský tunel                 | RS4      |               | 29,4                        | 270                  | osobní, nákladní | 2038            | 2045            |
| Krušnohorský tunel                     | RS4      | VRT-09        | 22 (23), z toho v tunelu 12 | 200                  | osobní, nákladní | 2030            | 2040            |
| VRT Poohří                             | RS4      |               | ?                           | ?                    | osobní, nákladní | po 2030         | 2035            |
| VRT Východní Čechy                     | RS5      |               | 60 (71)                     | 320                  | osobní           | po 2040         | po 2040         |
| VRT Podkrkonoší                        | RS5      |               | 39                          | 200                  | osobní           | po 2040         | po 2040         |

## Kontroverze
Odpor více než tří desítek obcí na plánované trase VRT Podřipsko vyvolalo navýšení hlukových limitů a nedostatečně zdůvodněné změny v projektu ze strany Správy železnic, která nejprve plánovala u obce Líbeznice vedení trati po povrchu v zářezu, ale následně si obec v letech 2016-19, kdy byl starostou pozdější ministr dopravy Martin Kupka (ODS), vyjednala výrazně dražší tunelovou variantu, zatímco u ostatních sídel na trase byla tato varianta zamítnuta. Navrhovaná délka tunelu se navíc následně z 2 700 metrů prodloužila až na 3 400 metrů, odhadované náklady tak činily 5,9 miliardy Kč. SŽ změnu vysvětlovala složitou konfigurací okolního terénu a dalšími infrastrukturními záměry, Kupka možný střet zájmů odmítal. Obce, spojené v iniciativě Koridor D8, v červenci 2024 vydaly společné prohlášení, ve kterém požadovaly stejný důraz na ochranu zdraví a kvality života jako v případě Líbeznice.